# Komturzy toruńscy

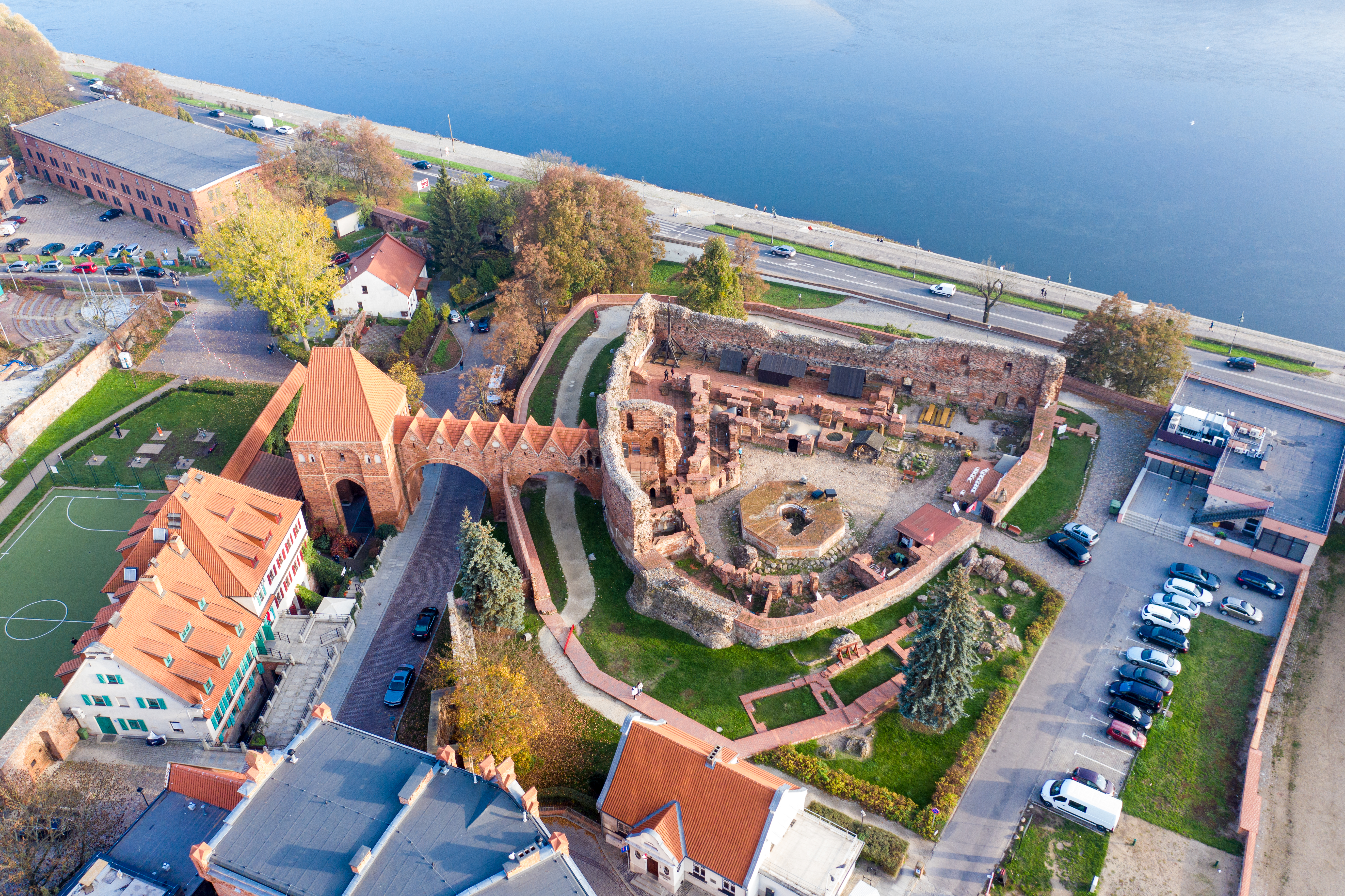
Zamek krzyżacki w Toruniu

Chorągiew komturii toruńskiej zdobyta pod Grunwaldem

Komturzy toruńscy - zwierzchnicy domu zakonnego w Toruniu.

## Lista komturów
Chronologiczna lista komturów zakonu krzyżackiego sprawujących władzę w Toruniu.

### Komturzy toruńscy
- Rabe 1251-1254
- Otto von Schleiz 1255
- Hartmut von Kronberg 1257- 1259
- Heinrich von Mosebach 1260-1262
- Otto 1264
- Heinrich 1269-1270, 1282
- Albert von Ippelensdorf 1274-1277
- Ludwig 1278, 1285-1286
- Rudwig 1279, 1288
- Kuno von Hattstein 1283
- Heinrich von Uberlingen 1289
- Heinrich von Byern 1292
- Konrad Stange 1293-1296
- Konrad Sack 1299-1302
- Heinrich von Dobin 1303-1306
- Goswin 1309-1313
- Luther von Sparenberg 1320-1326
- Hugo von Almenhausen 1326-1327
- Ulrich von Haugwitz 1327-1328
- Heinrich Rube 1330
- Marquard von Sparenburg 1331-1337
- Alexander von Korner 1338
- Heinrich von Bovenden 1339-1340
- Dietrich von Spira 1342-1344
- Johann Nothaft 1346-1350
- Dietrich von Brandenburg 1352-1374
- Konrad von Kalemunt 1375-1381
- Baldewin von Frankenhofen 1381-1383
- Siegfried Walpot von Bassenheim 1383-1384
- Ludwig Wafeler 1384-1389
- Wolf von Zolnhart 1389-1392
- Engelhard Rabe 1392-1397
- Friedrich von Wenden 1397-1407
- Albrecht von Schwarzburg 1407-1410
- Johann von Sayn 1410
- Eberhard von Waldenfels 1410 -1413
- Henryk Holt 1413-1416
- Jan von Selbach 1416
- Ludwik von Landsee 1416-1418, 1428-1431
- Ulryk Zenger 1418-1420
- Jobst von Hohenkirchen 1420-1422
- Marcin Kemnate 1422-1424
- Henryk Marschalk 1424-1428
- Jan von Pommersheim 1431-1433
- Wincenty von Wirsberg 1433-1436
- Wilhelm von Helfenstein 1436-1437, 1440-1441
- Konrad von Erlichshausen 1437, 1438-1440
- Henryk von Rabenstein 1437-1438
- Eberhard von Wesenthau 1440
- Hans von Beenhausen 1441-1446
- Albrecht Kalb 1446-1454

### Komturzy domowi (zastępcy komtura toruńskiego)
- Johannes 1293
- Goswin 1296-1304
- Gebhard 1308
- Nikolaus I von Elnisch 1357
- Siegfried von Walpot von Bassenheim 1368
- Nikolaus Röder 1404,1407
- Wilhelm von Steine 1410 (?)
- Georg Eglinger 1412-1413
- Wilhelm von Steinheim  1419-1420
- Nikolaus von Nickeritz 1420-1421
- Johann von Grünrode 1421-1432
- Hans von Dobeneck  do 1434
- Erhard Pfersdorffer 1435
- Johann Oberstolz 1437
- Klaus von der Huben 1437-1439
- Georg von Kottenheim 1444
- Nikolaus II von Elnisch 1451
- Heinrich Hompusch 1447-1450